# Asociación de Fútbol del Kurdistán Iraquí
La Asociación de Fútbol del Kurdistán Iraquí (en kurdo: یەکێتی ناوەندی تۆپی پێی کوردستان) es el organismo rector del fútbol en el Kurdistán Iraquí. No es miembro de la FIFA ni de ninguna confederación continental, aunque forma parte del NF-Board. Organiza los partidos de la selección de Kurdistán y de la Liga Premier de Kurdistán.